# سگا ای‌ام۳
سگا ای‌ام۳ (انگلیسی: Sega AM3) شرکت بازی ویدئویی ژاپنی است، که در سال ۱۹۹۳ تأسیس شد.